# Военно-воздушные силы Катанги
Военно-воздушные силы Катанги (фр. Force aérienne katangaise, (FAK)), также (фр. Aviation militaire Katangaise (Avikat)) — один из видов вооружённых сил непризнанного Государства Катанга, существовавшего в 1960—1963 годах. Личный состав ВВС Катанги состоял преимущественно из бельгийских, французских и британских пилотов-наемников.

## История
В 1960 году, после беспорядков в Конго и неспособности установить федералистский режим в стране, Моиз Чомбе, лидер партии CONAKAT, объявил об отделении провинции Катанга от Конго-Леопольдвиль в новообразованное Государство Катанга. Сформированное после этого правительство Катанги запросило военную помощь у Бельгии, а конголезское государство, в свою очередь, обратилось за помощью к Организации Объединённых Наций. 17 июля 1960 года Совет Безопасности ООН принял Резолюцию № 143, в соответствии с которой для оказания военной помощи конголезским силам была учреждена миротворческая миссия ООН в Конго (ONUC).
В августе 1960 года Чомбе начал создавать военные и военизированные формирования под эгидой катангской жандармерии. Среди них были и военно-воздушные силы, техника которых осталась от ВВС формирования колониальной эпохи Force Publique (Avimil). Были наняты пилоты, в том числе нескольких ветеранов, служивших в британских Королевских ВВС во время Второй мировой войны, таких как польский лётчик-истребитель Ян Зумбах.
Основная роль катангских ВВС заключалась в обеспечении авиационной поддержки наземных войск и изоляция районов боевых действий с воздуха. Первоначально они состояли из оставленных бельгийскими ВВС во время распада Бельгийского Конго 5 de Havilland Dove, 8 North American T-6 Texan, 1 de Havilland Heron, учебного Piper PA-18 и двух вертолётов: Aérospatiale Alouette II и Sikorsky H-19. Кроме того, в 1961 году во Франции было закуплено 9 реактивных самолётов Fouga СМ.170 Magister, (фактически поставлены только 3), а также импортировано не менее 6 немецких Dornier Do 28A. Первый «Дорнье» прибыл в Катангу в конце августа, ещё 4 — в октябре того же года. Впоследствии Do 28 были вооружены и использовались в основном для наземных атак. Работая с авиабаз Луано, Колвези и нескольких небольших аэродромов во внутренних районах страны, ВВС поддерживали сухопутные войска Катанги, несколько раз совершая набеги на войска и позиции ONUC. В течение двух лет между катангцами и силами ONUC велись нерегулярные бои. К 15 января 1963 года ООН наконец установила полный контроль над Катангой. Катангские ВВС практически исчезли, так как большая часть их техники была уничтожена или брошена. Самолёты, оставшиеся в Конго, были вновь включены в конголезские ВВС.

### Командующие
Первым командующим ВВС был бельгиец Виктор Волан. В сентябре 1961 года, после операции «Ромовый пунш», Волан покинул Катангу, и командование перешло к катангскому пилоту Жану-Мари Нгоса и его бельгийскому советнику Жозе Делену. В декабре 1961 года, после операции «Unokat» командующим стал южноафриканец Джереми Корнелиус «Джерри» Пурен, а затем, в начале 1962 года, Яну Зумбах, который управлял Avikat до последних дней Государства Катанга (январь 1963 года).

## Предполагаемая причастность к смерти Дага Хаммаршёльда
18 сентября 1961 года самолёт Генерального секретаря ООН Дага Хаммаршёльда разбился в Ндоле, Северная Родезия, куда тот направлялся для переговоров с Чомбе. Причины крушения так и не были окончательно установлены; считается, что это был несчастный случай. Тем не менее, существуют версии, что он мог быть сбит ВВС Катанги, относительно которых имелась информация об использовании ими реактивных Fouga Magister в стычках с войсками ООН; маршрут DC-6 Хаммаршельда был проложен так, чтобы держаться подальше от катангской границы. По словам шведского дипломата Бенгта Рёсиё относительно катастрофы, международная пресса « раздула это до предела». Поднимался и другой актуальный вопрос: должны ли были Императорские ВВС Эфиопии обеспечить эскорт и почему этого не произошло. Сообщалось, что Ян Ван Риссегем, бывший летчик-истребитель британских ВВС из Бельгии, утверждал, что он лично сбил самолёт, но многие ему не поверили. Также сообщалось, что другой бельгийский пилот, известный только как «де Бёкелс», заявлял, что случайно сбил самолёт во время попытки похищения Хаммаршельда.

## Техника и вооружение
Ниже перечислена авиатехника, состоявшая на вооружении ВВС Государства Катанги с 1960 по 1963 годы:

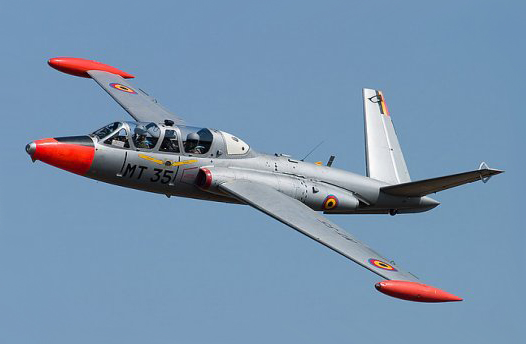
ВВС приобрели 9 самолётов Fouga СМ.170 Magister, но получили лишь 3

| Тип                      | Производство    | Назначение                       | Модификации     | Количество      | Примечания                        |                 |
| Боевые самолёты          | Боевые самолёты | Боевые самолёты                  | Боевые самолёты | Боевые самолёты | Боевые самолёты                   | Боевые самолёты |
| ------------------------ | --------------- | -------------------------------- | --------------- | --------------- | --------------------------------- | --------------- |
| T-6 Texan                | США             | ударный                          | AT-6            | 8               |                                   |                 |
| Piper PA-22              | США             | общего назначения                |                 | 5               |                                   |                 |
| Fouga СМ.170 Magister    | Франция         | ударный / истребитель            |                 | 3               | приобретены 9, но получены лишь 3 |                 |
| de Havilland Vampire     | Великобритания  | истребитель                      |                 | 2               | португальские T.11                |                 |
| Транспортные самолёты    |                 |                                  |                 |                 |                                   |                 |
| Dornier Do 28            | Германия        | общего назначения / транспортный |                 | 5               |                                   |                 |
| DH.104 Dove              | Великобритания  | транспортный                     |                 | 5               |                                   |                 |
| DH.114 Heron             | Великобритания  | транспортный                     |                 | 1               |                                   |                 |
| Вертолёты                |                 |                                  |                 |                 |                                   |                 |
| Aérospatiale Alouette II | Франция         | общего назначения / связной      |                 | 1               |                                   |                 |
| Sikorsky H-19 Chickasaw  | США             | общего назначения / транспортный |                 | 1               |                                   |                 |
| Учебные самолёты         |                 |                                  |                 |                 |                                   |                 |
| Piper PA-18              | США             | учебный                          |                 | 1               |                                   |                 |

## Опознавательные знаки

Опознавательный знак ВВС Катанги
Знак на киль